# Hà Đông (quận)
Hà Đông is een quận in Vietnam en was de hoofdplaats van de provincie Hà Tây. Hà Đông telt naar schatting 53.000 inwoners. Na de opheffing van de provincie Hà Tây, is het een onderdeel van Hanoi. Hà Đông is sindsdien een quận van Hanoi.

## Administratieve eenheden
- Phường Biên Giang
- Phường Dương Nội
- Phường Hà Cầu
- Phường Kiến Hưng
- Phường Mộ Lao
- Phường Nguyễn Trãi
- Phường Phú La
- Phường Phú Lãm
- Phường Phú Lương
- Phường Phúc La
- Phường Quang Trung
- Phường Vạn Phúc
- Phường Văn Quán
- Phường Yên Nghĩa
- Phường Yết Kiêu
- Xã Đồng Mai
- Xã La Khê